# 港灣城市論壇
全球港灣城市論壇，為高雄市政府建立的會展品牌，為打造港灣城市間的交流平台，發起全球首創以港灣城市為議題的國際論壇，成功的用城市外交打破邦交國界藩籬，從經濟、環境、文化等各種面向的資源，替高雄、台灣以及全球港灣城市間尋求更多產業合作的空間（英語：Global Harbor Cities Forum）是在臺灣高雄市所舉辦於高雄展覽館的國際級別首長論壇。
第一屆於2016年9月6日舉辦，活動為期三天，也是高雄首次擔任國際型論壇的發起城市，為陳菊擔任高雄市市長時高雄市政府所發起的國際型活動。有來自三大洋、五大洲47個港灣城市講者共同參與，其中東南亞有12個城市代表與會，同時邀請到美國、法國、韓國、日本、印度、馬來西亞、越南等近25位港灣城市代表與台灣的港灣城市首長進行交流，共同探討港灣城市規劃中的公設、人口、空間規劃以及水資源管理等。
第二屆於2018年9月25日舉辦，活動為期三天，有來自25個國家、65個港灣城市代表出席。該年論壇以「HERE & BEYOND—眼界港灣新未來」為主題，參與者比兩年前多，東南亞城市增加至16個。並有「新創與青創」、「會展與觀光」、「海洋新經濟」、「智慧新城市」及「永續綠環境」等五大議題。時任市長許立明與37位領袖簽署宣言，建立港灣發展5項共識、並奠定合作基礎。國際外交部份，鹽埕區亦與菲律賓北三寶顏省締盟、鳳山區與土耳其恰納卡萊省締結姊妹市合作意向書，將在文化、產業等領域有更深度的合作。

### 2015國際港灣城市研討會
為替「2016全球港灣城市論壇」暖身，高雄市政府預先在2015年8月舉辦「2015國際港灣城市研討會」，以強化國際港灣城市之間的合作關係。

### 2025年
民進黨關聯組織，台北亦有關係企業，如租賃企業，其駕駛水準普遍低落